# Otto Friedrich von der Groeben

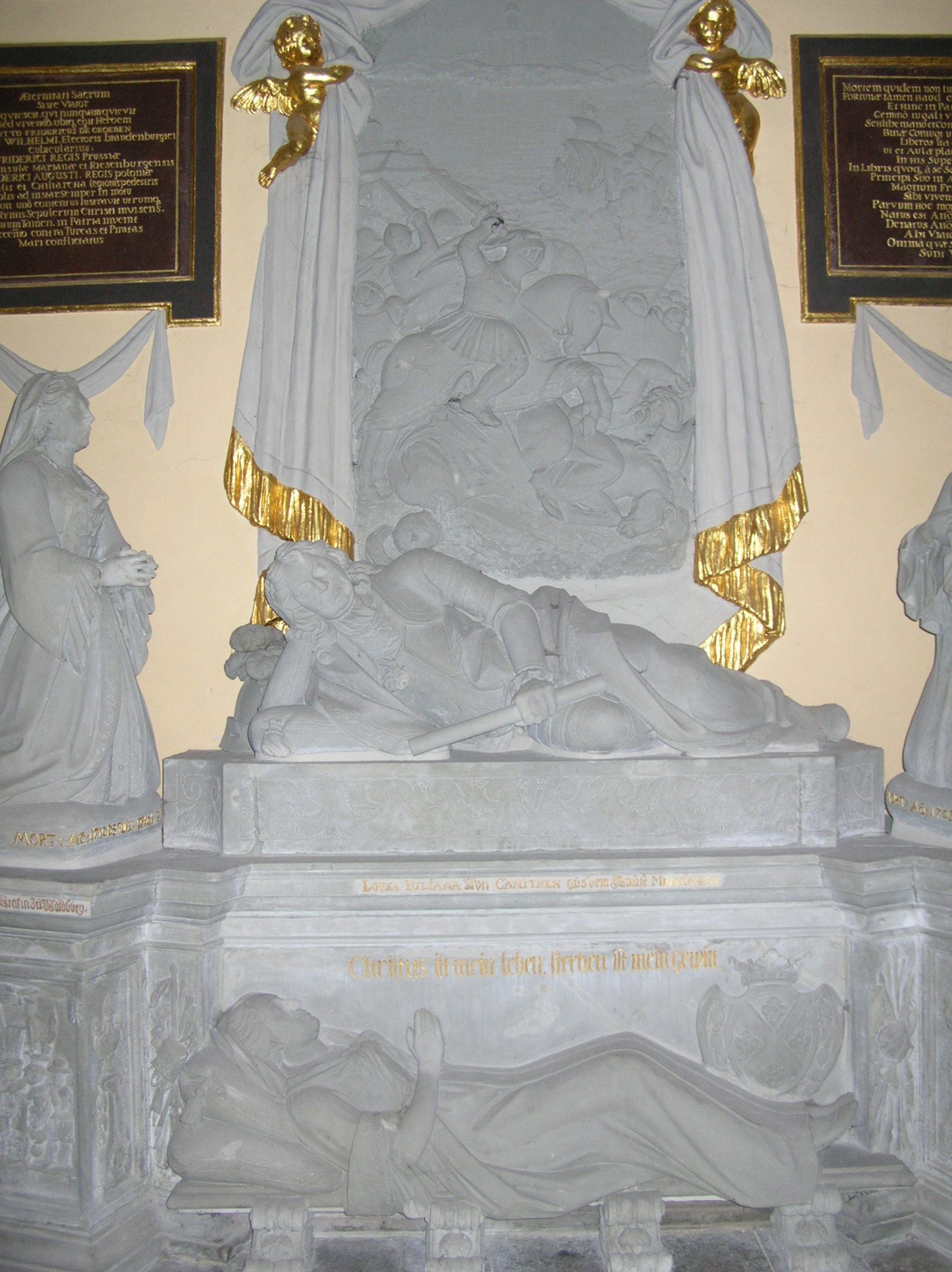
Nagrobek Otto Friedricha von der Groebena i jego żon w katedrze w Kwidzynie

Otto Friedrich von der Groeben (ur. 16 kwietnia 1657 w Napratach niedaleko Lidzbarku Warmińskiego w Warmii, zm. 30 czerwca 1728 w swych wschodniopruskich dobrach w Kwidzynie) był pruskim żołnierzem i uczonym podróżnikiem. W roku swej śmierci został generałem-pułkownikiem w armii króla Polski Augusta II.
Otto Friedrich był synem brandenburskiego generała Georga Heinricha von der Groeben. Choć był protestantem kształcili go jezuici. W wieku lat 17 poznał polskiego szlachcica (pułkownika), z którym zwiedzał Europę; odwiedzili razem Włochy, Maltę, Egipt (górę Synaj), Palestynę i Cypr. Z powodu kłopotów finansowych przez pewien czas uprawiał korsarstwo na Morzu Śródziemnym, rabując statki tureckie i arabskie.
Z podróży do Ziemi Świętej wrócił przez Tunis do Marsylii, gdzie (również ze względów materialnych) zaciągnął się do armii hiszpańskiej, w szeregach której przez rok walczył na terenie Włoch. W wieku 30 lat zaciągnął się z kolei do wojsk Wenecji i brał udział w walkach w Grecji. Jako pięćdziesięciolatek wstąpił w stopniu pułkownika do armii polskiej, w której służył przez 6 lat, kończąc służbę w randze generała - majora.
Po ośmiu latach wrócił przez Francję do ojczyzny w roku 1680. Ze względu na jego wiedzę o egzotycznych krajach, elektor brandenburski uczynił w lutym roku 1682 Groebena, wówczas już 25 letniego Kammerjunkera i majora, szefem brandenburskiego przedsięwzięcia kolonialnego. Zamierzano rozszerzyć kolonię na wybrzeżu Gwinei w Afryce (Złote Wybrzeże) budując dwa forty. 
Kolonię założył w maju 1681 kapitan fregaty "Morian", Philipp Pietersen Blonck, który wyruszył z Europy w 1680 roku. Zawarto umowę z wodzami plemienia Ahanta by móc założyć osiedle i fort. Gdy tylko w sierpniu 1681 Blonck powrócił, planowano kolejne wyprawy. W 1686 roku założono kompanię: Brandenburgisch-Afrikanische Compagnie do handlu afrykańskiego.
Groeben wyruszył 16 maja 1682. Ekspedycja liczyła dwa okręty: "Morian" (32 dział, 60 osób załogi) i "Churprinz von Brandenburg" (12 dział, 40 osób załogi) pod jego dowództwem.
27 grudnia 1682 Otto Friedrich von der Groeben wysiadł na ląd koło wioski Accada, ale tam napotkał niezbyt przyjaźnie nastawionych Holendrów, więc popłynął kilka mil dalej na północny zachód. Koło wioski Poquesoe (dziś Prinzess Town) znalazł idealny grunt pod fort. Tam 1 stycznia 1683 uroczyście zatknął brandenburską flagę i rozpoczął budowę Groß Friedrichsburg. 5 stycznia 1683 odnowił układ z plemieniem Ahanta.
Podczas prac budowlanych na febrę zachorowało 40 ludzi, w tym sam Groeben, jego sekretarz, trzech sierżantów, czterech żołnierzy i dwóch marynarzy. Obaj inżynierowie budowlani zmarli, a Groeben przerwał prace i popłynął na portugalską wyspę São Tomé gdzie wyleczono jego i innych chorych. Po pewnym czasie spędzonym w Großfriedrichsburg "Morian" powrócił przez Anglię i Szkocję do Brandenburgii w lipcu lub sierpniu 1683. Dowództwo w Groß Friedrichsburg przejął Philipp Pietersen Blonck, który tam pozostał.
W roku 1686 Groeben przeszedł na wenecką służbę, w której walczył przeciw Turkom o Moreę. Po powrocie poślubił Annę Barbarę von Schlieben, z którą miał trzech synów (Abram, Isaak i Jacob) i córkę. 3 stycznia 1688 został pułkownikiem (Oberst) brandenburskiej armii a w 1704 szambelanem (Kammerherr) pruskiego dworu królewskiego. W 1712 r. mianowany został starostą Kwidzyna i Prabut, posiadał duży majątek w podkwidzyńskiej wsi Nowa Wioska. W roku 1719 przeszedł na służbę Augusta II, który uczynił go gen-majorem, a w roku śmierci Groebena - gen-pułkownikiem. 
Otto Friedrich von der Groeben miał jeszcze dwie żony po śmierci pierwszej; razem dochował się osiemnaściorga dzieci. W 1705 wybudował dla siebie kaplicę mauzoleum przy katedrze kwidzyńskiej, wyposażaną aż do 1728 przez jego ostatnią żonę. W kaplicy tej spoczął po śmierci razem z trzema żonami. 
W czasie II wojny światowej naziści wykorzystywali postać Groebena jako prekursora niemieckich podbojów w Afryce i swego rodzaju patrona walk Afrika Korps.

## Pisma
- Orientalische Reise-Beschreibung, des brandenburgischen Pilgers Otto Friedrich von der Gröben: Nebst d. Brandenburgischen Schifffahrt nach Guinea und der Verrichtung zu Morea, unter ihrem Titel, Marienwerder 1694
- Guineische Reise-Beschreibung, Marienwerder 1694
- Des edlen Bergone und seiner tugendhafften Areteen denckwürdige Lebens- und Liebesgeschichte : Zum Nutz u.Vergnügen edeler Gemüther ... welche daraus die Sitten und Gebräuche vieler Völcker u.d. ausführliche Beschreibung Italien, der Heiligen u. anderer Länder ersehen können., Datzig 1700
- Voorname Scheepsogt Van Jonkheer Otho Fridrich van der Greuben, Brandenburgs Edelman, Na Guinea, Met 2 Keur-Vorstelijke Fregatten, Gedaan in het Jaar 1682... : Verhandelende ... de gelegentheeden van verscheyde Zee-Kusten in Africa ... der Greyn-kust, Tand- of Quaqua-kust, Goud-kust ..., en des Reysigers Togt van daar na Terra Nova in America gelegen : Als mede den Aart, Zeeden, Gewoontens, ... ; Door den Reysiger selfs opgeteeknet en nu ... uyt het Hoogduyts vertald ; Met ... Register en Konst-Printen... enthalten in: Johan Lodewyk Gottfried, De Aanmerkens-waardige Voyagien Door Francoisen, Italiaanen, Deenen, Hoogduytsen en andere Vreemde Volkeren gedaan Na Oost- en West-Indien... Het 2.Stuk, Leiden 1706

## Literatura przedmiotu
- Otto Friedrich von der Gröben, Guineische Reisebeschreibung, Marienwerder 1694; zur Biografie siehe Nachwort im Nachdruck der Originalausgabe (1981)
- Paul Friedrich Stuhr: Geschichte der See- und Kolonialmacht des Großen Kurfürsten, Berlin (1839)
- Hofmeister, Die maritimen und colonialen Bestrebungen des Grossen Kurfürsten 1640 bis 1688 - II., Archiv für Post und Telegraphie (Berlin), 13 (1885) 591-603
- Kurt Petsch, Seefahrt für Brandenburg-Preussen 1650-1850 - Geschichte der Seegefechte, überseeischen Niederlassungen und staatlichen Handelskompanien, in: H.Bleckwenn (Hrsg.), Das altpreussische Heer - Erscheinungsbild und Wesen 1713-1807, Teil IV, Band 11, Biblio Verlag Osnabrück, 1986
- http://baza.archiwa.gov.pl/sezam/index.php?l=&mode=showzesp&zespoly_id=10687 - krótka notka o rodzie von Groebenów z Archiwum Państwowego w Elblągu.
- M. Wesołowski & Więckowski S., 2006, Przewodnik po powiecie kwidzyńskim. LOT Liwa.

M. Gawryluk, 2008: Katedra w Kwidzynie. Wyd. MW.